# Otterlo
Otterlo és una petita població del municipi d'Ede, Països Baixos. Té 2.800 habitanst (2006). Es troba dins la província de Gelderland prop del Parc Nacional De Hoge Veluwe.
El seu Museu Kröller-Müller, rep el nom per Helene Kröller-Müller, conté una considerable col·lecció de pintures de Vincent van Gogh.
Otterlo va ser un municipi separat fins al 1818, quan va ser fusionat amb Ede.

### Multimedia
- CBC Archives - Reportatge de la CBC Radio sobre Otterlo, 17 d'abril de 1945.